# Vladimir Kristl
Vladimir Kristl  (* Zagreb,  24. siječnja 1923. - † München, 7. srpnja 2004.), je hrvatski -  slikar, crtač, animator, scenarist, filmski redatelj, eksperimentator i likovni pedagog. Najveći promicatelj apstraktnog slikarstva 1950-ih i jedan od velikana hrvatske avangarde i animacije.

## Životopis
Kristl je studirao slikarstvo na Akademiji likovnih umjetnosti u Zagrebu i Beogradu 1942. – 1949. Pridružio se partizanima, osobito se angažirao u Agitpropu Zavnoha, gdje je radio plakate, letke, novine. Nakon povratka završava školovanje, a nakon toga 1950-ih radi kao samostalni umjetnik, ilustracije za novine (Vjesnik, Kerempuh), reklame, slika, objavljuje poeziju. Jedan je od osnivača je avangardne umjetničke grupe EXAT 51. te s njima izlaže svoje strogo geometrijske apstraktne slike u ožujku 1953.
Vlado Kristl, iznad svega je bio autentičan nonkomformist, veliki slobodoumnik nesklon bilo kakvom sputavanju - po mnogo čemu anarhist. Zbog svoje nagle prirode, često je dolazio u sukobe, a kako nije bio sklon kompromisima - najčešće je zbog njih upadao u neprilike i nevolje.
Njemu skučeni okviri poratne Jugoslavije nisu bili dostatni, te se je 1954. otisnuo u svijet preko Francuske i Belgije, dospio je do Čilea u kojem je boravio do 1958.(tamo je navodno priredio i samostalnu izložbu).
U zemlju se vraća 1959. i počinje intenzivno raditi na crtanom filmu. Kristl je još 1952. godine nešto radio na crtanom filmu, za ondašnji Duga film, kao crtač animator. Za njih je priredio knjigu snimanja za film Čarobni zvuci (ali do realizacije tog filma nikad nije došlo). Nakon toga počinje suradnju s novom kućom Zagreb film, te za njih realizira svoje prve filmove Krađa dragulja (1959.) i Šagranska koža (1960.) koje su mu donijele prve nagrade na festivalima u Beogradu i Vancouveru.
Njegov najbolji film iz te faze je crtani film Don Quiote u produkciji Zagreb-filma. U njemu Kristl uz pomoć suvremene kakofonične glazbene podloge i svojim krajnje minimalističkim geometrijskim likovima, okreće sve postojeće konvencije crtanog filma na glavu. Taj film donio mu je prvu nagradu na Festivalu u Oberhausenu.
Čitavo to razdolje Kristl se intenzivno bavi i slikarstvom, tako je među prvima prihvatio novu francusku modu - slikarstvo informela, te je 1959. izložio 12 pozitiva i negativa, dvije serije od po šest bijelih i crnih slika.  Izlagao je na Venecijanskom bijenalu 1959. zajedno s zagrebačkim prijateljem Ivanom Piceljem na popratnoj izložbi Manifesti d"arte Vlado Kristl izlagao je i na izložbama Novih tendencija, ranih 1960-ih.
Nakon što mu je njegov kratki film General i resni človek, rađen za Viba film, zabranjen za prikazivanje zbog političke satire,  Kristl napušta Jugoslaviju, te se 1963. preselio u München. Usput je izjavio da više nikad neće nogom stupiti u Zagreb, unatoč brojnim nagovorima poznanika koji su ga posjećivali - on doista više nikad nije posjetio Zagreb.
Kristl je također uvijek intenzivno pisao, tako je 1959. objavio knige pjesama; Neznatna lirika te 1961. Pet bijelih stepenica, u Njemačkoj je nastavio intenzivno pisati, te je objavio više kniga i eseja.
U Njemačkoj je napravio više od trideset eksperimentalnih i igranih filmova od kojih su mu najveći odjek imali; Madeleine, Madeleine (kratki igrani iz 1963.), Der Brief (1966.) te Sekundenfilme (1968.).
Od 1979. jedno kratko vrijeme predavao je na Visokoj školi za vizualne umjetnosti (HFBK) u Hamburgu i time utjecao na mnoge autore njemačkog novog vala.
Kraj života dočekao je živeći relativno skromno od male mirovine, međutim ostao je jednako beskompromisan i dosljedan sebi i svojoj umjetnosti kao što je to bio u mlađim danima.

## Filmografija

### Filmovi napravljeni u Jugoslaviji
- 1959. Krađa dragulja - režija, scenarij i animacija: Vlado Kristl, glazba: Miljenko Prohaska (korežija: Mladen Feman) - 9 min.
- 1960. Šagrenska koža - režija, i animacija: Vlado Kristl, scenarij: D. Vanek i T. Batorec, prema pripovijesti Honore de Balzaca, glazba: Miljenko Prohaska ( korežija: Ivo Vrbanić) 10 min., Produkcija: Zagreb-film
- 1960. Don Kihot - režija, scenarij i animacija: Vlado Kristl, glazba: Milko Keleman (prema romanu Miguela de Cervantesa) - 10 min., Produkcija: Zagreb-film
- 1962. General i resni človek - režija, scenarij i gluma: Vlado Kristl, 10 min., Produkcija: Viba-film

### Filmovi napravljeni u Njemačkoj
- 1963. Arme Leute, režija i scenarij: Vlado Kristl, kamera: Wolf Wirth,  glazba: Hans Posegga, glume: Vlado Kristl, Christian Doermer, Peter Schamoni, Wolf Wirth - 8 min., Produkcija: Peter Schamoni
- 1963. Madeleine, Madeleine, režija i scenarij: Vlado Kristl,  kamera: Wolf Wirth, glazba: Erich Forstl, glume: Madeleine Sommer, Elisabeth Holzner, Rolf Huber, Marika Silbernagl, Theo Rauch, Produkcija: Rob Houwer - 11 min.
- 1964. Der Damm, režija i scenarij: Vlado Kristl, kamera: Gérard Vandenberg — glume: Petra Krause-Nettelbeck, Vlado Kristl, Felix Potisk, Erich Glöckler - 81 min.
- 1965. Autorennen, režija i scenarij: Vlado Kristl, kamera: Wolf Wirth,  glume: Carl Walter, Miroslav Spanić, Marky Hass - 10 min.
- 1966. Der Brief, režija i scenarij: Vlado Kristl, kamera: Wolf Wirth, glume: Vlado Kristl, Mechthild Engel i drugi - 79 min.
- 1966. Prometheus, režija, scenarij i animacija: Vlado Kristl - 10 min.
- 1967. Die Utopen, režija, scenarij i animacija: Vlado Kristl, glazba: Josef Anton Riedl - 10 min.
- 1968. Sekundenfilme, režija i scenarij: Vlado Kristl, kamera: Manfred Feichtner, gluma: Rolf Schwendter, glazba: Josef Anton Riedl, Produkcija: Bayrischer Rundfunk Studienprogramm - 19 min.
- 1968. 100 Blatt Schreibblock, režija, scenarij i kamera: Vlado Kristl, glazba: Josef Anton Riedl - 26 min.
- 1969. Italienisches Capricco, režija, scenarij i kamera: Vlado Kristl, glume: Vlado i Jelena Kristl - 28 min.
- 1970. Film oder Macht, režija, scenarij i kamera: Vlado Kristl, glume: obitelj Kristl, Hjalmar-Maximilian Ringo Praetorius, Sylvia Kekulé, Heinz Badewitz, Wolf Wondratschek i ostali  - 101 min.
- 1971. Obrigkeitsfilm, režija, scenarij i kamera: Vlado Kristl, glazba: Hjalmar-Maximilian Ringo Praetoriu, glume: Dagmar Silaff, Dierk Flammer, Gerhard von Graevenitz, Angela Elsner, Jean-Marie Straub, Daniele Huillet, Antje Ellermann, Zeitler - 90 min.
- 1973. Literaturverfilmung, režija, scenarij i kamera: Vlado Kristl, prema proznoj pjesmi Loš staklar Charlesa Baudealairea, glazba: Hjalmar-Maximilian Ringo Praetorius, glume: Vlado Kristl, Hjalmar-Maximilian Ringo Praetorius, Toni Hell, Fritz Esser, Paul Frackewitz, Alex Seidl - 10 min.
- 1973. Horizonte, režija, scenarij i kamera: Vlado Kristl, glazba: Hjalmar-Maximilian Ringo Praetorius - 8 min.
- 1974. Kollektivfilm - 18 min.
- 1975. Diese Gebichte: Tod Der Hierachie, režija, scenarij i kamera: Vlado Kristl - 57 min.
- 1982. Verräter Der Jungen Deutschen Films Schlafen Nicht, režija, scenarij, kamera i animacija: Vlado Kristl - 6 min.
- 1983. Tod der Zuschauer, režija, scenarij, kamera i crteži: Vlado Kristl, glume: Hans Jürgen Masch, Kiev Stingl, Milan Horacek, Brigitta Grabenkamp, David Roberts, Silke Pause, Dietrich Kuhlbrodt, Hund Berger - 95 min.
- 1990. Die Schule Der Postmoderne, režija, scenarij i kamera: Vlado Kristl - 15 min.
- 1994. Die Hälfte Des Reichtums Für Die Hälfte Der Schönheit, režija, scenarij, kamera i animacija: Vlado Kristl, glazba: Markus Giltjes — 9 min.
- 1996. Als Man Noch Aus Persönlichen Gründen Gelebt Hat, režija, scenarij, kamera i crteži: Vlado Kristl - 6 min.
- 1998. Der Letzte Klon, režija, scenarij, kamera i crteži: Vlado Kristl, glazba: Vlado Kristl, Moritz von Woellwarth, Ralf Kleinemas - 6 min.
- 2000. Drei Faule Schweine, režija i scenarij: Vlado Kristl, kamera: Bert Schmidt, glume: Vlado Kristl, Dieter Reifarth, Bert Schmidt - 7 min.
- 2002. Kunst Ist Nur Ausserhalb Der Menschengesellschaft, režija, scenarij i kamera: Vlado Kristl, glume: Carola Regnier - 9 min.
- 2004. Weltkongress Der Obdachlosen - 5 min.